# 奥尔登·桑伯恩
奥尔登·桑伯恩（英語：Alden Sanborn，1899年5月22日—1991年12月1日），美国男子赛艇运动员。他曾代表美国参加1920年夏季奥林匹克运动会赛艇比赛，获得男子八人单桨有舵手金牌。